# Майорское (Крым)
Майо́рское (до 1948 года Чолба́сы; укр. Майорське, крымскотат. Çalbaş, Чалбаш) — исчезнувшее село в Красноперекопском районе Республики Крым, располагавшееся на крайнем юго-западе района, у границы с Раздольненским районом, примерно в 3 км к западу от современного села Трактовое.

## История
Впервые в доступных источниках поселение встречается в Статистическом справочнике Таврической губернии 1915 года, согласно которому в деревне Онгар-Найман-Чолбас Джурчинской волости Перекопского уезда числилось 10 дворов (все дворы безземельные) с русским населением в количестве 53 человек приписных жителей и 13 «посторонних», из которых 41 мужчина и 25 женщин. Жители землёй не владели, но за селением числилось 30 десятин земли. В хозяйствах имелось 40 лошадей, 8 волов, 15 коров и 12 голов мелкого скота.
После установления в Крыму Советской власти, по постановлению Крымревкома от 8 января 1921 года № 206 «Об изменении административных границ» была упразднена волостная система, Перекопский уезд переименовали в Джанкойский, в котором был образован Ишуньский район, в состав которого включили село, а в 1922 году уезды получили название округов. 11 октября 1923 года, согласно постановлению ВЦИК, в административное деление Крымской АССР были внесены изменения, в результате которых округа были отменены, Ишуньский район упразднён и село вошло в состав Джанкойского района. Согласно Списку населённых пунктов Крымской АССР по Всесоюзной переписи 17 декабря 1926 года, в селе Чолбаш-Онгар-Найман, Воронцовского сельсовета Джанкойского района, числилось 11 дворов, все крестьянские, население составляло 50 человек, все украинцы. Постановлением Центрального исполнительного комитета Крымской АССР от 26 января 1938 года Ишуньский район был ликвидирован и создан Красноперекопский район с центром в поселке Армянск (по другим данным 22 февраля 1937 года).
С 25 июня 1946 года селение в составе Крымской области РСФСР. Указом Президиума Верховного Совета РСФСР от 18 мая 1948 года, село, как Чолбасы (так оно подписано на последней довоенной карте 1942 года), переименовали в Майорское. 26 апреля 1954 года Крымская область была передана из состава РСФСР в состав УССР. Ликвидировано до 1960 года, поскольку в «Справочнике административно-территориального деления Крымской области на 15 июня 1960 года» селение уже не значилось (согласно справочнику «Крымская область. Административно-территориальное деление на 1 января 1968 года» — в период с 1954 по 1968 годы, как село Ильинского сельсовета).